# Клейн-Агело
Клейн-Агело (нід. Klein Agelo) — селище в нідерландській провінції Оверейсел. Входить до муніципалітету Дінкелланд.
Його площа становить 5,92 км², а населення станом на 2021 рік складало 215 осіб.
Перша згадка про населений пункт датується 1408 роком.

## Галерея

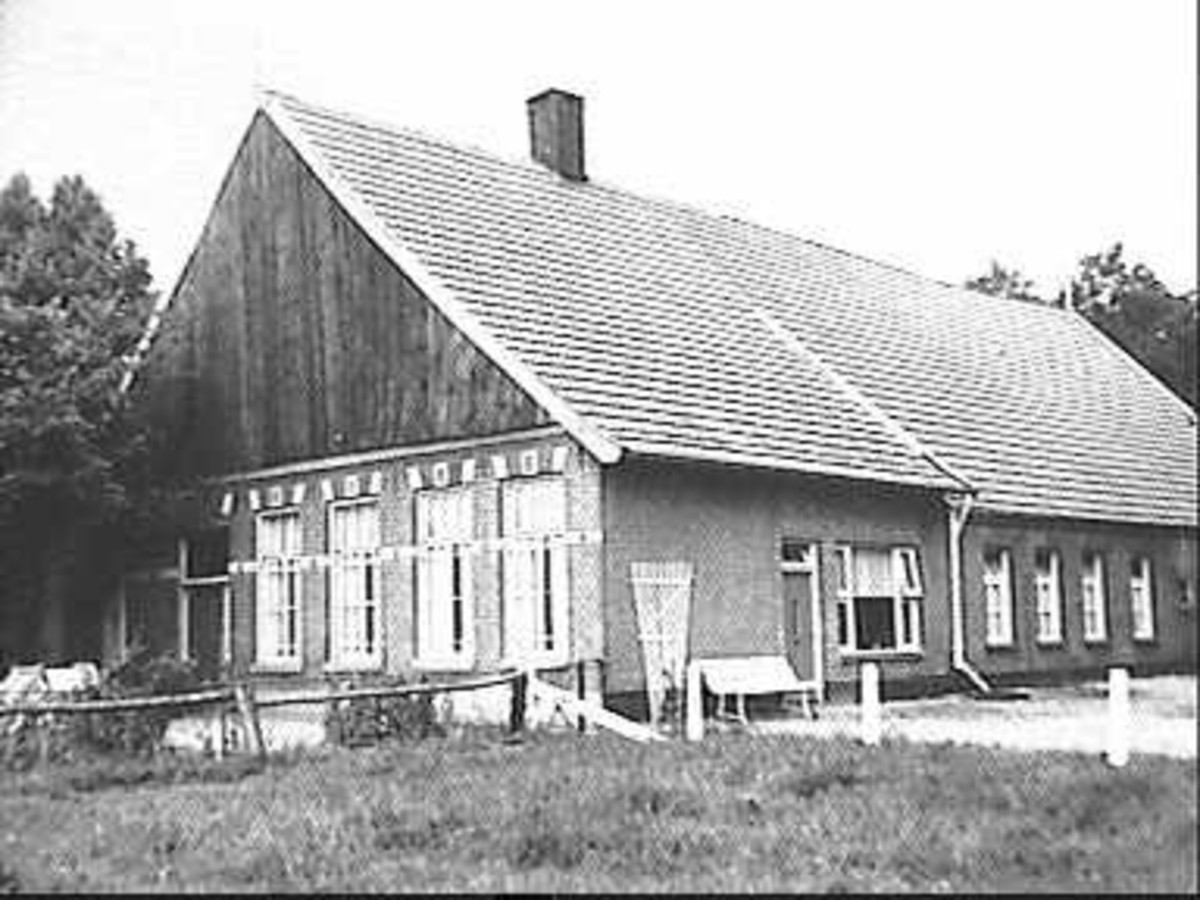
Котедж у селищі
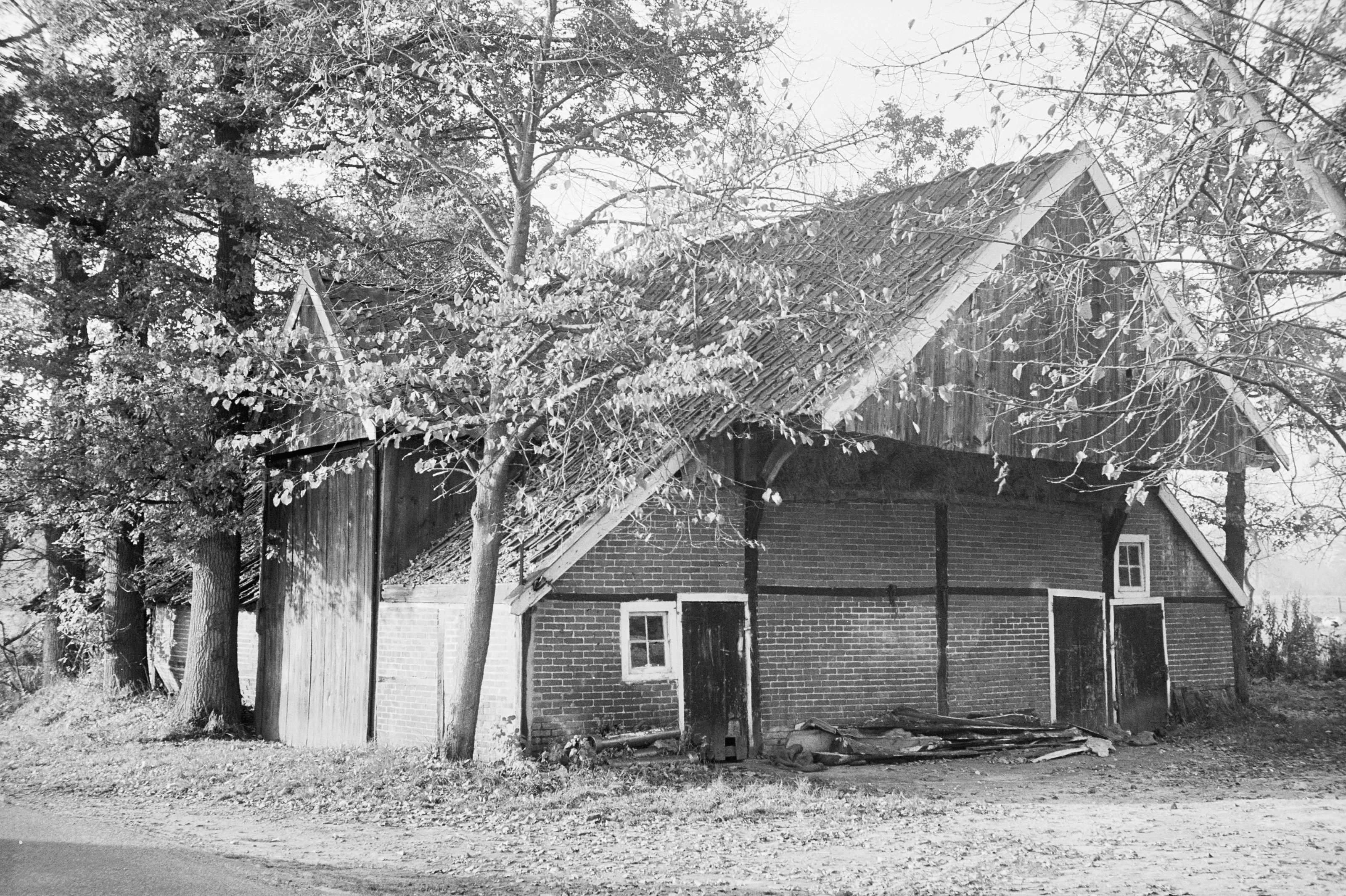
Стодола
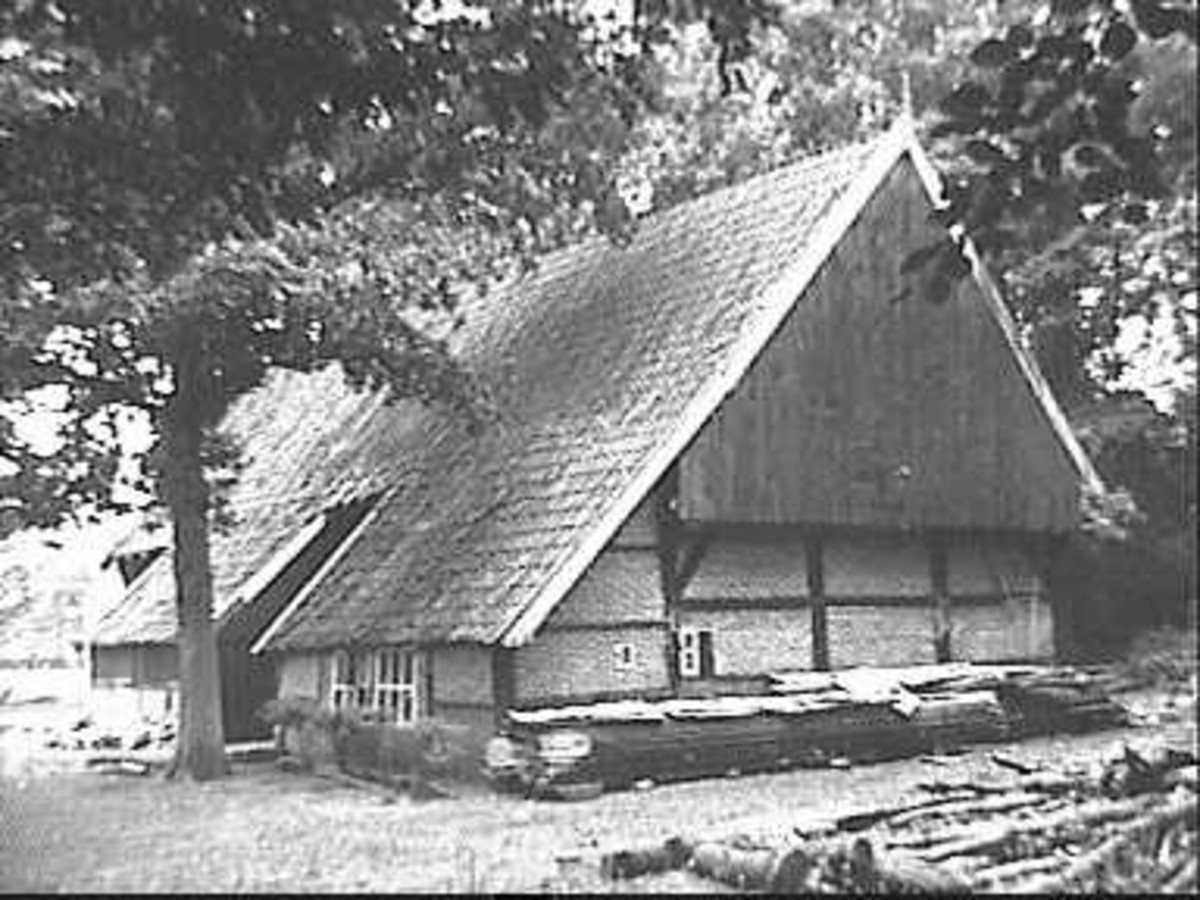
Стодола